# Eduardo Núñez Peñasco
Eduardo Núñez Peñasco (Valdepeñas, 1872-Madrid, 1934) fue un pintor español.

## Biografía

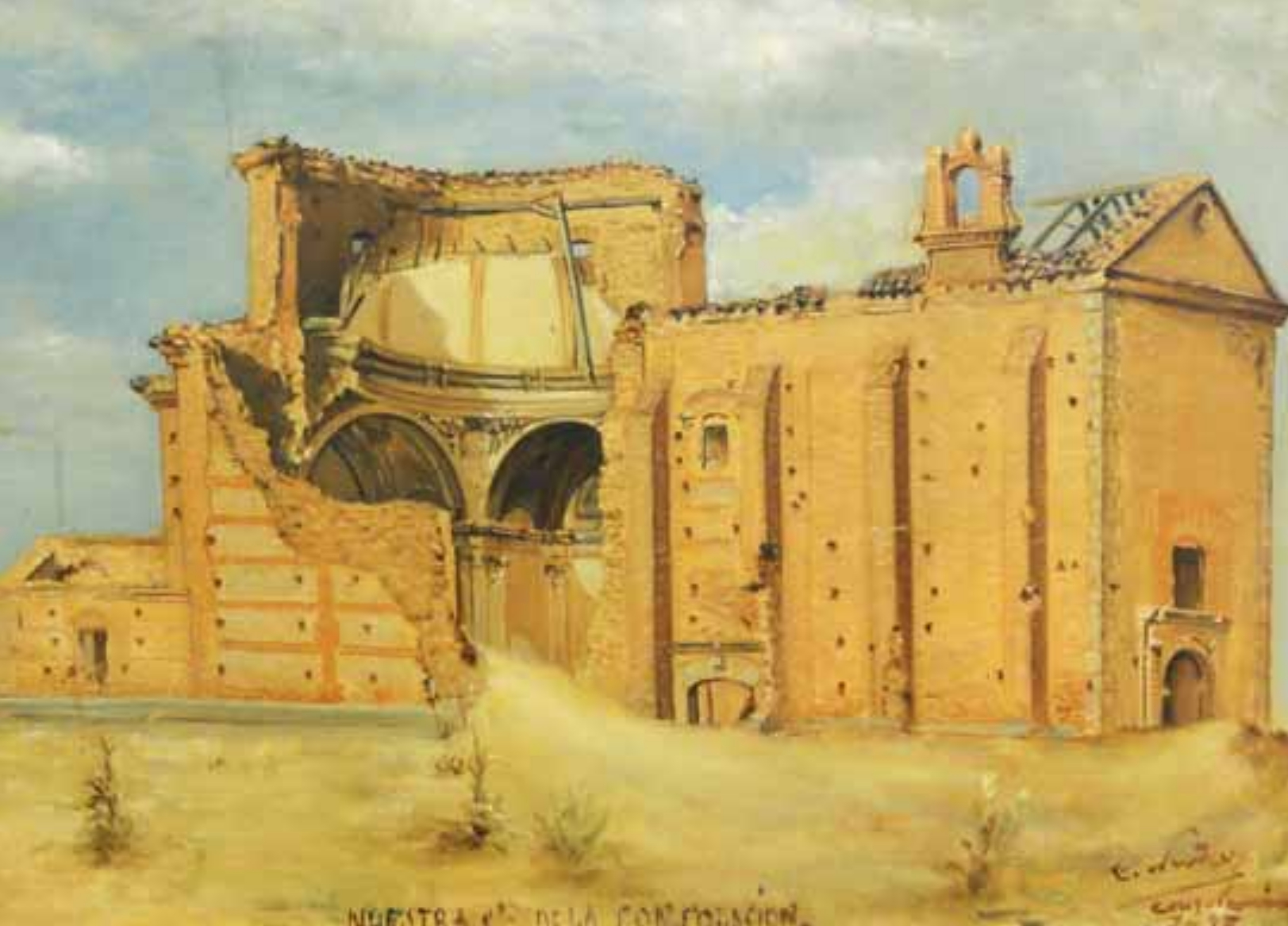
Nuestra Sª de la Consolación en Aberturas (1895)

Nacido el 19 de junio de 1872 en Valdepeñas, cultivó la pintura y, también, la escultura. Falleció el 6 de enero de 1934 en Madrid y fue enterrado en el cementerio de la Almudena. Entre sus obras se contó un lienzo de las ruinas de la ermita de Aberturas, datado en 1895.